# Poworino
Poworino (ros: Поворино) – rosyjskie miasto położone w obwodzie woroneskim. Poworino prawa miejskie otrzymał w roku 1779.
Miasto jest położone na granicy z Obwodem wołgogradzkim, w 236 km od Woroneża.